# Anna Elizabeth Hawkins
Anna Elizabeth Hawkins (7 juli 1984) is een tennisspeelster uit Engeland. Op zesjarige leeftijd begon ze met het spelen van tennis. Ze was voornamelijk succesvol in het dubbeltennis.